# Jockel Fuchs

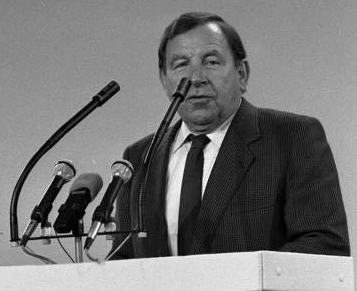
Jockel Fuchs (1986)

Jakob „Jockel“ Fuchs (* 11. Dezember 1919 in Hargesheim bei Bad Kreuznach; † 6. März 2002 in Mainz) war ein deutscher Politiker (SPD). Als solcher war er unter anderem Mitglied des Landtages sowie von 1965 bis 1987 Oberbürgermeister der rheinland-pfälzischen Landeshauptstadt Mainz.

## Leben
Jockel Fuchs besuchte die Volksschule und bestand 1938 die Abiturprüfung. Am 2. Juni 1938 beantragte er die Aufnahme in die NSDAP und wurde zum 1. September desselben Jahres aufgenommen (Mitgliedsnummer 6.950.499). In den Jahren 1938 und 1939 absolvierte er ein Volontariat beim nationalsozialistischen Nationalblatt in Bad Kreuznach. Von 1939 bis 1945 diente Fuchs im Reichsarbeitsdienst sowie der Wehrmacht. Während des Zweiten Weltkriegs war er zuletzt im Rang eines Leutnants der Luftwaffe in Norwegen eingesetzt und wurde dort am 9. Mai 1945 gefangen genommen. Als Kriegsgefangener wurde er über das sogenannte Feld des Jammers, dem Rheinwiesenlager Bretzenheim bei Bad Kreuznach, wo er 14 Tage unter freiem Himmel untergebracht war, in ein Lager in der Nähe von Le Mans gebracht. Am 25. November 1947 wurde er aus der französischen Kriegsgefangenschaft entlassen.
Im Jahr 1948 trat Fuchs der SPD bei und war seit dem 1. März desselben Jahres als Redakteur bei der sozialdemokratischen Zeitung Freiheit tätig, deren Chefredakteur er 1957 wurde. Im Jahr 1949 wurde er Vorsitzender der Jusos Mainz, was er bis 1952 blieb. Von 1955 bis 1975 war er Mitglied der SPD-Fraktion im rheinland-pfälzischen Landtag, deren Fraktionsvorsitzender er in den Jahren 1970 und 1971 war. Von 1966 bis 1970 war er auch Vorsitzender der SPD Rheinland-Pfalz. Von 1962 bis 1973 gehörte Fuchs dem SPD-Parteivorstand an. Im Jahr 1962 wurde er Mitglied des ZDF-Fernsehrates,
dessen Vorsitzender er ab 1976 bis zu seinem Ausscheiden im Jahr 1992 war. Im Mai 1965 wurde Fuchs zum Oberbürgermeister von Mainz gewählt, nachdem der Stadtrat im Januar desselben Jahres gegen eine Verlängerung der Amtszeit von Franz Stein gestimmt hatte. Dieses Amt des Stadtoberhaupts von Mainz hatte Fuchs bis Mai 1987 inne.

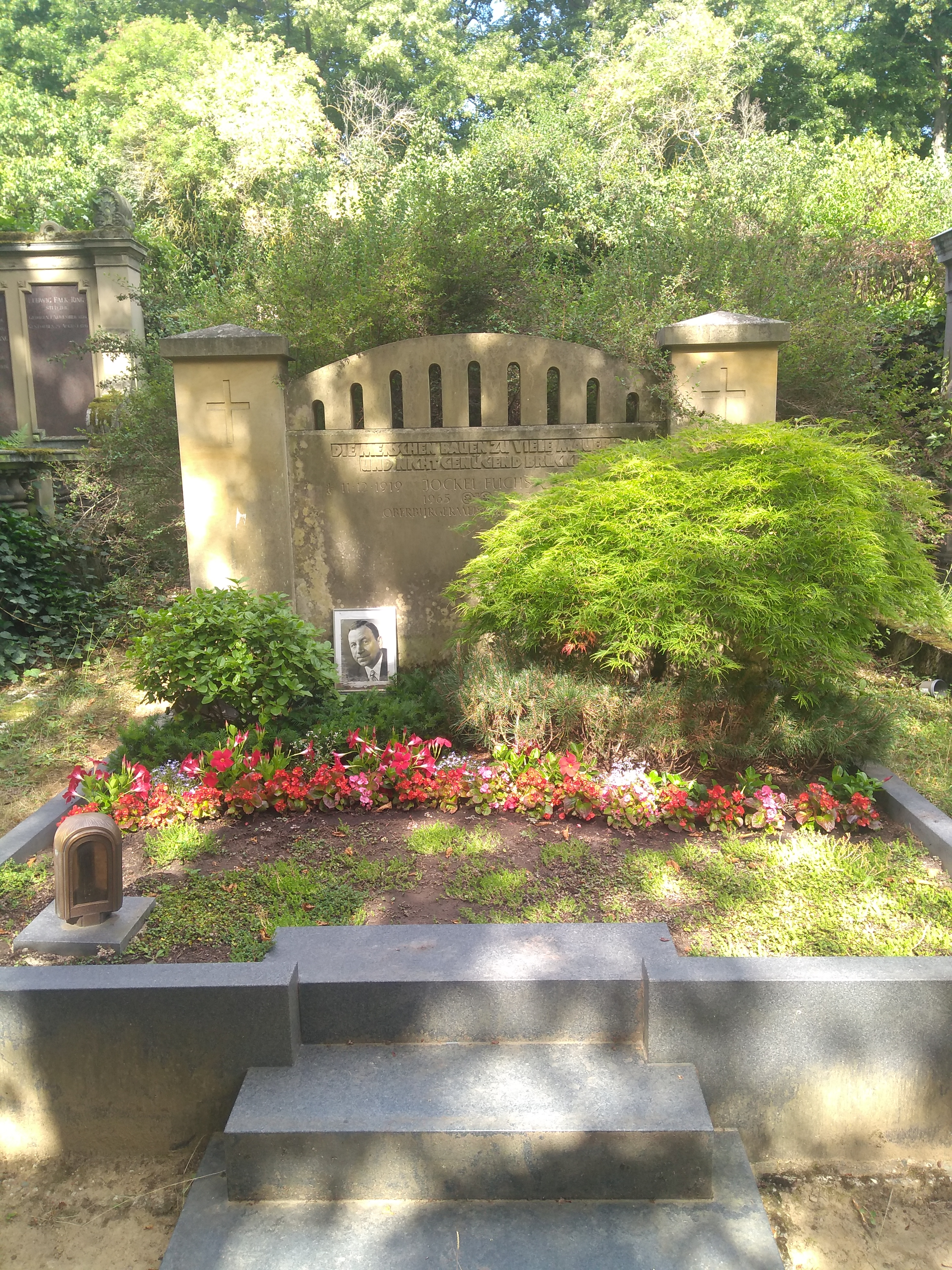
Grab Jockel Fuchs auf dem Mainzer Hauptfriedhof (2022)

Jockel Fuchs starb 2002 nach längerer Krankheit im Alter von 82 Jahren. Er wurde auf dem Hauptfriedhof Mainz bestattet. Fuchs war seit 1951 verheiratet und hinterließ zwei Söhne.

## Bedeutung als Oberbürgermeister

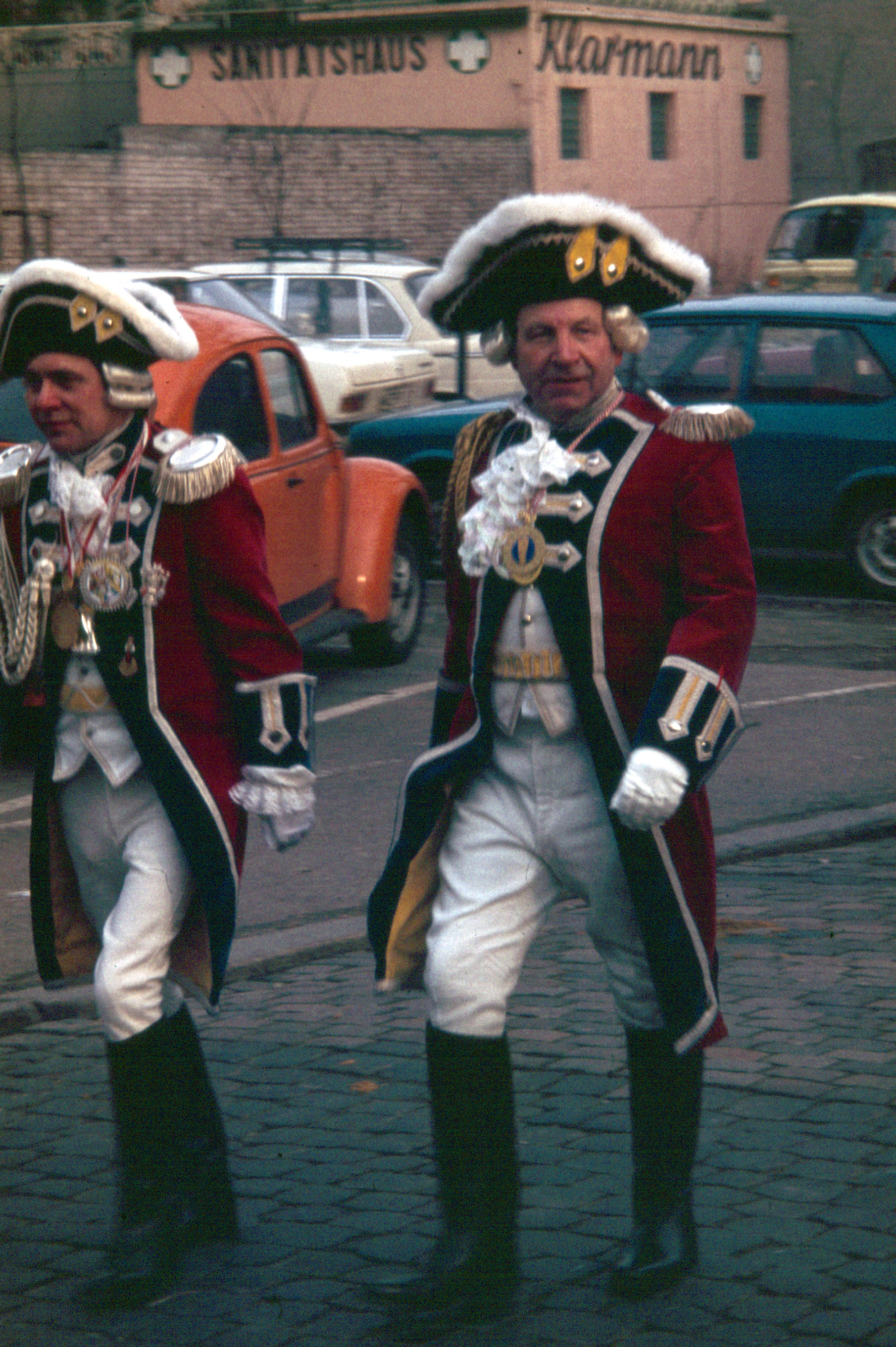
Oberbürgermeister Fuchs (rechts) als Fastnachtsgardist während der Mainzer Fastnacht 1977.

In seiner Amtszeit als Oberbürgermeister erlangte der volkstümlich eingestellte Jockel Fuchs überaus große Beliebtheit, seine unkonventionelle Amtsführung und sein guter Draht zu den Bürgern der Stadt trugen ihm einen legendären Ruf ein. Es wurde ihm nachgesagt, „populärster Mainzer seit Gutenberg“ zu sein.

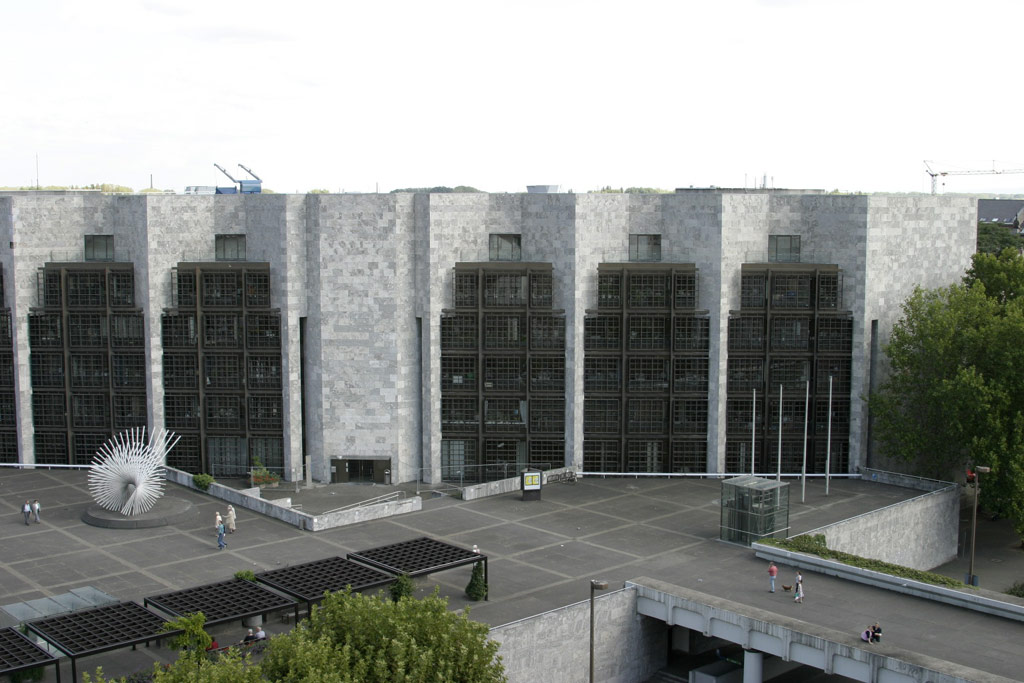
Das Mainzer Rathaus wurde in seiner Amtszeit gebaut und daher auch als Fuchsbau bezeichnet. Der Platz davor trägt heute seinen Namen.

Der Aufstieg der Stadt Mainz zu einer modernen Großstadt in den 1960ern und 1970ern ist maßgeblich mit dem Namen von Fuchs verbunden. Dazu gehörten vor allem die Ansiedlung des ZDF auf dem Lerchenberg und des IT-Unternehmens IBM. Auch die Rheingoldhalle, das erste Hilton auf bundesdeutschem Gebiet und das Einkaufszentrum „Am Brand“ entstanden in dieser Zeit in der Mainzer Innenstadt. Des Weiteren wurden 1969 die sechs Vororte Drais, Ebersheim, Finthen, Hechtsheim, Laubenheim und Marienborn nach Mainz eingemeindet.
Fuchs setzte die von seinem Vorgänger Franz Stein begonnene Politik der Völkerverständigung fort. In seiner Amtszeit wurden Zagreb (1967), Valencia (1978) und Haifa (1987) Partnerstädte von Mainz. Am 23. Mai 1978 empfing er die britische Königin Elisabeth II. und Prinz Philip zu einem Staatsbesuch in Mainz. Das Verschwinden des englischen Redemanuskripts überspielte Fuchs dabei gegenüber den Staatsgästen, laut seiner eigenen Aussage, mit seinem bekannt gewordenen Denglisch-Zitat:

„And now we go enunner, in die Druckerwerkstatt.“

## Auszeichnungen
- Bundesverdienstkreuz 1. Klasse (1970)
- Ehrendoktorwürde der Chung-ang-Universität Seoul (1971)
- Großes Silbernes Ehrenzeichen mit Stern der Republik Österreich[16] (1973)
- Leibniz-Medaille der Akademie der Wissenschaften und der Literatur Mainz (1974)
- Großes Bundesverdienstkreuz (1974) mit Stern (1979) und Schulterband (1987)
- Verdienstorden des Landes Rheinland-Pfalz (1991)
- Honorarkonsul von Kroatien (1994)
- Orden des Kroatischen Flechtwerks (1998)
- Mainzer Ehrenbürger (1998)
- Jockel-Fuchs-Platz vor dem Rathaus von Mainz (postum zum ersten Jahrestag seines Todes 2003)

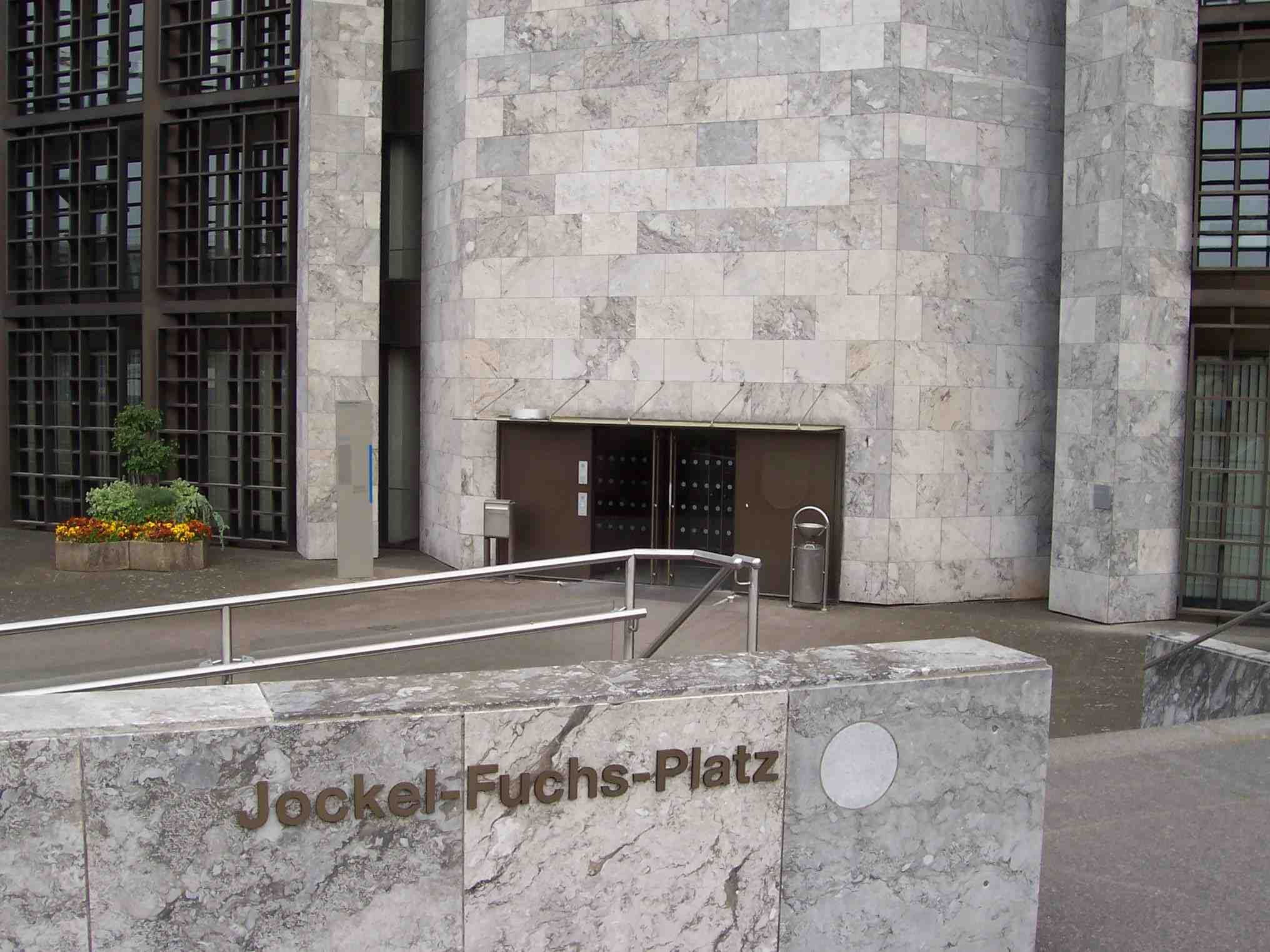
Der Jockel-Fuchs-Platz mit dem unscheinbaren Haupteingang zum Rathaus Mainz.